# Nico Gori

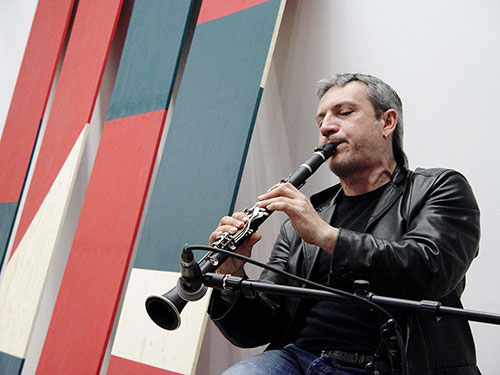
Nico Gori, Aarhus 2015

Nico Gori (* 13. September 1975 in Florenz) ist ein italienischer Jazzmusiker (Klarinette, Saxophon).

## Leben und Wirken
Gori begann mit sechs Jahren Klarinette zu spielen. Nach seiner Graduierung 1993 am Konservatorium Luigi Cherubini in Florenz hatte er Unterricht bei Dave Liebman und Tony Scott; bereits ab 1987 spielte er in Theatern, Clubs, auf Festivals und in Fernsehsendungen der RAI. 1998 entstanden erste Aufnahmen, ab 1999 arbeitete er u. a. mit Stefano Bollani und Enrico Rava. Im Jahr 2003 nahm er mit seinem Quartett das Debütalbum Groovin’ High für das Label Philology auf. Im selben Jahr unterrichtete er an der Washington University in St. Louis, wo er u. a. auch mit Dave Weckl auftrat. 2006 war er Mitglied im Vienna Art Orchestra; 2009 begann seine Zusammenarbeit mit Tom Harrell und Fred Hersch.

## Diskografische Hinweise
- Millenovecento (DSR, 2007)
- Alien in Your Head (DSR, 2008)
- Stefano Bollani: Carioca (EmArCy, 2008)
- Shadows (Universal, 2008) mit Tom Harrell
- Vienna Art Orchestra: The Big Band Years (EmArCy, 2010)
- Shadows (Universal, 2010)
- Nico Gori / Fred Hersch: Da Vinci (Bee Jazz, 2012)